# Мартірій, диякон
Мартирій Печерський, диякон (кін. XIII — поч. XIV ст.) — був ченцем Печерського монастиря. За високу душевну чистоту й дотримування суворого посту був поставлений у диякони, мав дар творити чудеса. За кого він молився перед Богом, стоячи на амвоні, того Господь милував, і кожен отримував те, про що преподобний просив: або здоров'я, або здійснення якогось іншого бажання. Святого Мартирія боялися біси, він виганяв їх із людей молитвами.

## Життєпис

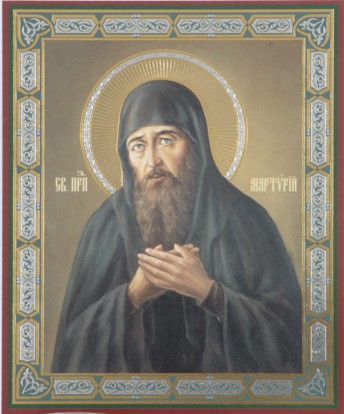
Ікона прп. Мартирія Печерського

Подвизався св. Мартирій в XIV ст. в Києво-Печерській обителі. Вгодивши Богу великою чистотою і суворим постовим життям, прославлений був даром чудотворення ще за свого життя.
Його святе ім'я згадується в 7-й пісні канону преподобним Дальніх печер. Тут прославляються його працьовитість, праведність і серцева чистота, а також дар вигнання бісів і зцілення недуг.

В акафісті всім Печерським преподобним про нього сказано: 
|  | «Радуйся, Мартирію, бо за велику чистоту і піст ти дару зціляти людські недуги сподобився» |

.

## Мощі
Упокоївся святий в монастирі, його нетлінні мощі покояться у Дальніх (Феодосієвих) печерах Києво-Печерського монастиря, поряд з мощами преподобної Євфросинії, ігумені Полоцької та недалеко від підземної церкви прп. Феодосія, ігумена Печерського.
Комплексні медико-антропологічні дослідження святих мощей Києво-Печерської лаври показали, що прп. Мартирій за життя зазнав серйозну травму правої гомілкової кістки, що мало спричинитися до тривалої хронічної кульгавості. Упокоївся у віці 55~60 років. Ріст святого становив 174~175 см.

## Пам'ять
Пам'ять його відбувається особливо 25 Жовтня/7 листопада, ймовірно, заради тезоіменитства його з св. мч. Мартирієм (†355 р.), також 28 серпня/10 вересня і в 2-у Неділю Великого посту.